# The Moonstone
The Moonstone er en amerikansk stumfilm fra 1909.